# عصمت مشائی
عصمت مشائی سیاست‌مدار ایرانی بود، که در دوره بیست و چهارم مجلس شورای ملی بعنوان نماینده اراک از استان مرکزی در مجلس شورای ملی حضور داشت.